# Jérôme Dufromont
Jérôme Dufromont (Kortrijk, 13 de febrer de 1913 - Kuurne, 23 d'octubre de 1986) va ser un ciclista belga que fou professional entre 1936 i 1951.
En el seu palmarès destaca la victòria al Tour del Nord i la Copa Sels.

## Palmarès
- 1939
  - Vencedor d'una etapa del Tour del Nord
- 1939
  - 1r al Tour del Nord
  - 1r al Tour de l'Est
- 1946
  - 1r a la Copa Sels
  - 1r al Omloop der Grensstreek
- 1947
  - Vencedor d'una etapa de la Volta a Bèlgica
  - 1r al GP Prior